# 松井康浩 (弁護士)
松井 康浩（まつい やすひろ、1922年6月18日ー2008年6月5日）は、日本の弁護士。東京弁護士会所属。

## 人物・来歴
広島県出身。早稲田大学法学部卒。日中戦争に経理部士官として従軍し日本軍の実態を目撃したことと、弟から広島原爆の被害の実態を聞かされたことが法律家としての原点となる。1951年弁護士を開業し、青年法律家協会など革新系法曹団体の結成に参加。1955年から原爆被害者の国家賠償訴訟を担当、63年原爆投下の違法性を明らかにする東京地裁の判決をひきだした。原水爆禁止日本協議会代表理事。1973年・1974年度の日本弁護士連合会事務総長。事務所の所属弁護士の出身者に廣谷陸男がいる。

## 著書
- 『商取引の法律実務』 (法律実務シリーズ)ダイヤモンド社, 1958
- 『金銭貸借の要点と回収法』 (自由国民法律文庫) 自由国民社, 1960
- 『貸倒れ予防と代金回収の法律実務』 (有紀新書) 有紀書房, 1963
- 『戦争と国際法 原爆裁判からラッセル法廷へ』三省堂新書 1968
- 『原爆裁判 核兵器廃絶と被爆者援護の法理』新日本出版社, 1986.8
- 『司法政策の基本問題 司法政策学序説』勁草書房, 1987.4
- 『日本弁護士論』日本評論社, 1990.12
- 『法曹一元論』日本評論社, 1993.1
- 『一すじの道 ある弁護士の軌跡』本の泉社, 1998.10

共編
- 『恵庭事件』渡辺洋三共編. 労働旬報社 (労旬新書)  1967